# Jelena Rozmirowicz
Jelena Fiodorowna (Ferdinandowna) Rozmirowicz-Trojanowska z d. Majsz (ros. Еле́на Фёдоровна (Фердинандовна) Розмиро́вич-Трояно́вская (Майш), ur. 10 marca 1886 w Pietropawłowsku w guberni jekaterynosławskiej, zm. 30 sierpnia 1953 w Moskwie) – rosyjska rewolucjonistka, radziecka polityk.
Córka inżyniera szlacheckiego pochodzenia, w 1904 wstąpiła do SDPRR, w 1909 aresztowana, następnie wydalona z Rosji, w latach 1910-1913 we Francji i Austrii, od 1913 sekretarz Rosyjskiego Biura KC SDPRR(b), w 1913 aresztowana i zesłana do guberni charkowskiej, w 1916 aresztowana i zesłana do Kraju Turuchańskiego. Po rewolucji lutowej, 19 marca 1917 zwolniona, została członkiem Irkuckiego Komitetu SDPRR(b) i członkiem Centralnego Biura Organizacji Wojskowych KC SDPRR(b), w listopadzie 1917 członek Piotrogrodzkiego Trybunału Rewolucyjnego, w latach 1918-1922 przewodnicząca Komisji Śledczej Najwyższego Trybunału Rewolucyjnego przy WCIK, przewodnicząca Gławpolitputy Ludowego Komisariatu Komunikacji Drogowej RFSRR, w latach 1922-1930 kierowała Wydziałem Prawnym Ludowego Komisariatu Inspekcji Robotniczo-Chłopskiej RFSRR/ZSRR. Od 31 maja 1924 do 26 czerwca 1930 członek Centralnej Komisji Kontrolnej RKP(b)/WKP(b), od 19 grudnia 1927 do 26 czerwca 1930 zastępca członka Prezydium tej komisji, w latach 1931-1933 członek Kolegium Ludowego Komisariatu Poczt i Telegrafów/Łączności ZSRR, od stycznia 1935 do 1939 dyrektor Państwowej Biblioteki im. Lenina, od 1937 do śmierci kierowniczka Archiwum im. Maksyma Gorkiego. Odznaczona dwoma Orderami Czerwonego Sztandaru Pracy. Pochowana na Cmentarzu Nowodziewiczym.